# 1999年度香港小姐競選
1999年度香港小姐競選（第27屆）準決賽於1999年6月27日在TVB清水灣電視城，決賽於1999年7月11日在紅磡香港體育館舉行。口號為「風華盡現 美得精彩2000年」。其中，編號12號的候選佳麗郭羨妮以大熱姿態橫掃四項大獎，成爲四料冠軍。

## 司儀
- 準決賽：林曉峰、阮兆祥、錢嘉樂、曾志偉
- 決賽：林曉峰、阮兆祥、錢嘉樂、曾志偉、陳百祥、鄧梓峰（節目主持）

## 評判
- 準決賽評判：許志安、王敏德、陳法蓉、楊寶玲、林文龍
- 決賽大會評判：譚詠麟、葉倩文、霍震霆、何超瓊、吳黃依雯

## 比賽結果

### 名次
| 最後結果         | 參賽者        |
| ---------------- | ------------- |
| 1999香港小姐冠軍 | - 12號 郭羨妮 |
| 亞軍             | - 4號 原子鏸  |
| 季軍             | - 14號 胡杏兒 |
| 五強             | - 7號 梁敏儀  |
| 五強             | - 20號 陳詠嫻 |

### 大會獎項
| 獎項         | 參賽者        |
| ------------ | ------------- |
| 最上鏡小姐   | - 12號 郭羨妮 |
| 國際親善小姐 | - 12號 郭羨妮 |

### 其他獎項
| 獎項         | 參賽者        |
| ------------ | ------------- |
| 千禧才智小姐 | - 12號 郭羨妮 |
| 美腿小姐     | - 15號 王倩   |
| 活力風采獎   | - 14號 胡杏兒 |
| 完美肌膚獎   | - 4號 原子鏸  |
| 健康體態獎   | - 4號 原子鏸  |

## 參選佳麗

### 20強候選佳麗（準決賽）
| 編號 | 姓名   | 年齡 |
| 1號  | 陳慧慈 | 19歲 |
| 2號  | 方家敏 | 23歲 |
| 3號  | 王啟翎 | 22歲 |
| 4號  | 原子鏸 | 21歲 |
| 5號  | 朱碧茵 | 25歲 |
| 6號  | 陳瑩慧 | 23歲 |
| 7號  | 梁敏儀 | 23歲 |
| 8號  | 陳穎儀 | 21歲 |
| 9號  | 黃泆潼 | 21歲 |
| 10號 | 簡愛慈 | 23歲 |
| 11號 | 黃犧蔚 | 24歲 |
| 12號 | 郭羨妮 | 24歲 |
| 13號 | 湯詠珊 | 22歲 |
| 14號 | 胡杏兒 | 19歲 |
| 15號 | 王倩   | 17歲 |
| 16號 | 黃佩珊 | 18歲 |
| 17號 | 何婷恩 | 18歲 |
| 18號 | 程姬絲 | 22歲 |
| 19號 | 劉恩媫 | 23歲 |
| 20號 | 陳詠嫻 | 21歲 |

### 12強候選佳麗（決賽）
| 編號 | 姓名   | 年齡 |
| 2號  | 方家敏 | 23歲 |
| 4號  | 原子鏸 | 21歲 |
| 5號  | 朱碧茵 | 25歲 |
| 7號  | 梁敏儀 | 23歲 |
| 9號  | 黃泆潼 | 21歲 |
| 11號 | 黃犧蔚 | 24歲 |
| 12號 | 郭羨妮 | 24歲 |
| 14號 | 胡杏兒 | 19歲 |
| 17號 | 何婷恩 | 18歲 |
| 18號 | 程姬絲 | 22歲 |
| 19號 | 劉恩媫 | 23歲 |
| 20號 | 陳詠嫻 | 21歲 |

### 12強候選佳麗（決賽，其他資料）
| 編號 | 姓名   | 三圍            | 職業       |
| 2號  | 方家敏 | 32½"–23½"– 34"  | 中學教師   |
| 4號  | 原子鏸 | 35"–24½"– 37"   | 模特兒     |
| 5號  | 朱碧茵 | 32½"–24½"– 36"  | 索償事務員 |
| 7號  | 梁敏儀 | 34½"–24½"– 35½" | 模特兒     |
| 9號  | 黃泆潼 | 33½"–22"– 34"   | 模特兒     |
| 11號 | 黃犧蔚 | 35½"–25½"– 35½" | 市場分析員 |
| 12號 | 郭羨妮 | 33½"–23"– 34"   | 空中服務員 |
| 14號 | 胡杏兒 | 32½"–23"– 33½"  | 學生       |
| 17號 | 何婷恩 | 32½"–23½"– 35"  | 學生       |
| 18號 | 程姬絲 | 34"–23"– 34"    | 碩士研究生 |
| 19號 | 劉恩媫 | 33"–22"– 34"    | 學生       |
| 20號 | 陳詠嫻 | 32½"–22½"– 33½" | 學生       |

## 節目程序 （準決賽）

### 20強候選佳麗出場
20強候選佳麗穿著華麗宮廷服、以歌舞形式出場，並逐一依次序介紹過往成功/最想見證的時刻。
按當時出場次序為：

1號陳慧慈：1975年度香港小姐競選亞軍及國際親善小姐朱翠娟（見證母親當選亞軍一刻）
2號方家敏：和路迪士尼
3號王啟翎：見證和平時刻
4號原子鏸：見證1967年TVB正式開播時刻

5號朱碧茵：見證太空船『維京一號』登陸火星時刻
6號陳瑩慧：見證簽訂和約時刻
7號梁敏儀：見證賑災時刻
8號陳穎儀：德蘭修女
9號黃泆潼：見證蒸汽火車

10號簡愛慈：見證英女皇伊利沙伯二世夫婦伉儷訪港時刻
11號黃犧蔚：差利卓別靈
12號郭羨妮：米高安哲奴
13號湯詠珊：見證高級轎車發展時刻

14號胡杏兒：海倫凱勒
15號王倩：香港滑浪風帆奧運金牌得主李麗珊
16號黃佩珊：畢加索
17號何婷恩：見證直升機試飛時刻
18號程姬絲：見證1972年紅磡海底隧道通車時刻
19號劉恩媫：見證1997年香港回歸中國時刻
20號陳詠嫻：見證2004年雅典奧運時刻

### 大會準決賽司儀出場
大會準決賽司儀：林曉峰、阮兆祥、錢嘉樂、曾志偉

### 公佈環節、各個大獎
是次為決賽前哨戰，20強候選佳麗需要於本場準決賽中全力表現自己最好的一面，務求爭取進入於1999年7月11日在紅磡香港體育館舉行之12強決賽資格。為紀念邁向2000年，本年度新增設「美腿小姐」大獎；並保留「最上鏡小姐」1項大會獎。同時節目亦會播出較早前20強候選佳麗於葡萄牙里斯本拍攝的外景片段、2項新增設「活力風采獎」、「完美肌膚獎」大獎之競選片段及相關得主，而節目壓軸一節是公佈進入決賽之12強候選佳麗名單。

### 大會評判出場
介紹大會評判為：譚詠麟、葉倩文、霍震霆、何超瓊、吳黃依雯；大會獎項「最上鏡小姐」大獎及年度新增設「美腿小姐」大獎之評判為：許志安、王敏德、陳法蓉、楊寶玲、林文龍。

### 公佈家庭觀眾電話投票最受歡迎佳麗結果
大會司儀之一阮兆祥公佈家庭觀眾電話投票最受歡迎佳麗之結果，共有5位候選佳麗：1號陳慧慈、2號方家敏、5號朱碧茵、7號梁敏儀及9號黃泆潼。

### 20強候選佳麗出場（「美腿小姐」）
20強候選佳麗先穿著性感的迷你短裙展示美腿、依次序以歌舞形式再度出場。歌舞過後全體候選佳麗需戴上面具以示公平，5位評判於佳麗亮相後隨即按下代表其燈箱的燈進行投票，獲得評判按下最多燈者則成功在其組別中出線，方可獲得角逐「美腿小姐」大獎之資格；成功出線者需脫下面具以證核實。20強候選佳麗戴上面具分批亮相先進行初賽，及後組別中成功出線者需留守進行角逐。
按當時出場次序，各組成功出線者為：

第一組：5號燈箱，出線者為5號朱碧茵。

第二組：3號燈箱，出線者為7號梁敏儀。

第三組：5號燈箱，出線者為17號何婷恩。

第四組：5號燈箱，出線者為15號王倩。

### 角逐「美腿小姐」大獎及公佈最終得主
四組「美腿小姐」初賽出線者經已順利誕生，需進行為時30秒模仿名模動作的終極考驗，再由5位評判按下代表其燈箱的燈進行投票，獲得評判按下最多燈者方可成為最終得主。
經過5位評判投票，結果由編號15號的候選佳麗王倩成為最終得主，並由1998年度香港小姐競選「動感都會大使」向海嵐小姐為其頒獎。

### 播放「活力風采獎」、「完美肌膚獎」競選片段及公布得主
大會播放較早前於中山市及本港舉行的「活力風采獎」、「完美肌膚獎」競選片段，並同時公布該奬項之得主。結果由編號為14號的佳麗胡杏兒及4號的佳麗原子鏸成為此獎項得主。

### 問答環節（第一組）
20強候選佳麗穿上性感的泳裝，分成3個大組依序出場並回答由司儀發問的尖銳問題，一展其優秀的應對能力。
按當時出場次序，第一組共有4位候選佳麗（即編號為1號至4號佳麗），4位候選佳麗的問題如下：

1號陳慧慈：1976年度香港小姐競選冠軍林良蕙加冕

2號方家敏：得罪評判团

3號王啟翎：得罪佳麗

4號原子鏸：好友落選，如何安慰對方

### 問答環節（第二組）
第二組出場候選佳麗共有8位（即編號為5號至12號佳麗）。按當時出場次序，8位候選佳麗的問題如下：

5號朱碧茵：早年競選設下的獎金只有幾十萬元，而本屆競選的獎金更高達400萬元。估計哪位佳麗最為緊張。

6號陳瑩慧：假如有一分鐘予可以投訴競選大會的機會。

7號梁敏儀：早年競選會安排嘉賓聯同候選佳麗遠赴外地拍攝外景，請4位嘉賓去哪個地點及原因。

8號陳穎儀：早年得獎佳麗會代表香港參選国际性賽事，可惜的是不少香港代表输在身材，若果是自己應改哪個部位。

9號黃泆潼：20位佳麗相處良久，哪2位佳麗最具『冠軍相』。

10號簡愛慈：宣傳自己

11號黃犧蔚：充当说客说服别人宣傳香港（申辦2006年亞運会）

12號郭羨妮：4位大會司儀，哪位会和自己做以下事情：『生小孩』、『拒绝』、『拍拖』及『結婚』。

### 問答環節（第三組）
餘下8位（即編號為13號至20號佳麗）為最後一組出場的候選佳麗。按當時出場次序，8位候選佳麗的問題如下：

13號湯詠珊：

14號胡杏兒：就大會司儀之一曾志偉可以發問針對其之問題。

15號王倩：年齡小。

16號黃佩珊：为压轴表演環節之嘉賓設計。

17號何婷恩：说服对方復出拍戏及原因。

18號程姬絲：若大会评判团淘汰1人，人選是谁及原因。

19號劉恩媫：如果自己当选冠军，事业及爱情如何选择。

20號陳詠嫻：海外佳麗及『本地薑』。

### 問答環節（傳聞、緋聞）
為配合此節部分，4位大會司儀及20強候選佳麗全體亮相。20強候選佳麗穿著40、50年代荷里活明星服飾，而4位大會司儀化身為記者發問與自己有關的『傳聞』、『緋聞』等等問題，考驗其急才。按當時出場次序，20強候選佳麗的問題如下：

1號陳慧慈：『盛傳媽媽是亞軍，有利自己參選』

2號方家敏：『盛傳整容』

3號王啟翎：『盛傳因喜歡代其他佳麗出言而搶風頭』

4號原子鏸：『被指廣東話不擅長』

5號朱碧茵：『被指是最無料佳麗』

6號陳瑩慧：『被指身材是眾佳麗中最瘦削』

7號梁敏儀：『被譽為是非佳麗，當選網上最不掂佳麗』

8號陳穎儀：『被指是彭羚+梁小冰混合体』

9號黃泆潼：『被指是大會司儀曾志偉世侄女』

10號簡愛慈：『被指發育不健全』

11號黃犧蔚：『身材是眾佳麗当中之冠』

12號郭羨妮：『被譽為三甲人選压力過大』

13號湯詠珊：『被指與某一個明星相似』

14號胡杏兒：『被指奪「活力風采獎」後而惹緋聞』

15號王倩：『被指外國長大，性格開放』

16號黃佩珊：『被指雙眼經常放電』

17號何婷恩：『被指參選另有企图』

18號程姬絲：『被指於外國修讀碩士，參選实为圓夢』

19號劉恩媫：『被指無懼大會要求穿三點式泳裝而暴露自己的疤痕』

20號陳詠嫻：『被指是陪跑一族，無緣進入決賽』

### 播放外景拍攝片段
大會先播放較早前20位候選佳麗聯同4位外景拍攝嘉賓包括：郑中基、梁漢文、陈奕迅、陈晓东於葡萄牙里斯本的外景拍攝片段，後20位候選佳麗穿着中古晚装服並手持啦啦球夥拍4位外景拍攝嘉賓再次以歌舞形式出場。

### 公布及頒發大會奬項「最上鏡小姐」
20位候選佳麗穿着旗袍再次出場及聽候結果，大會司儀先請出頒獎嘉賓出場及後正式宣佈「最上鏡小姐」得主。結果是由編號為12號的佳麗郭羨妮成為得主並由上屆「最上鏡小姐」得主向海嵐小姐為其頒獎。

### 公布擠身12強決賽佳麗名單
被譽為全晚準決賽節目的焦點——公布成功入圍決賽的12強候選佳麗名單即將產生。20位候選佳麗均已經就緒，4位大會司儀每人手上均有一張名單是表示上述佳麗是否入圍。

公布形式：舞台上設有一部儀器，儀器上會有數字（即「2000」）、英文字母或圖案顯示該名候選佳麗是否入圍。若顯示為數字（即「2000」）則為入圍，否則為被淘汰。

按照當時出場次序，首10位候選佳麗結果如下：

1號陳慧慈：淘汰
2號方家敏：入圍

3號王啟翎：淘汰
4號原子鏸：入圍

5號朱碧茵：入圍
6號陳瑩慧：淘汰

7號梁敏儀：入圍
8號陳穎儀：淘汰

9號黄泆潼：入圍
10號簡愛慈：淘汰

及後大會司儀再請出部分候選佳麗上前揭晓結果，部分佳麗結果如下：

17號何婷恩：入圍
18號程姬絲：入圍
19號劉恩媫：入圍
20號陳詠孄：入圍

12號郭羨妮：入圍
15號王倩：淘汰

舞台上僅餘下4位候選佳麗包括：11號黄犧蔚、13號湯詠珊、14號胡杏兒及16號黄佩珊尚未公布結果，大會司儀之一曾志偉先請上述候選佳麗如果認為自己可以晉級至決賽者則站在一起。當時畫面所示11號黄犠蔚及14號胡杏兒站在左侧，而13號湯詠珊及16號黄佩珊則為右侧。及後大會司儀之一曾志伟詢問她们如果自己認為自己有信心就可以舉手示意揭晓，編號為11號的佳麗黄犠蔚率先從4位尚未公布結果候選佳麗之中成功取得入圍資格。目前台上餘下3位尚未公布結果之候選佳麗，這時候編號為14號的佳麗胡杏兒舉手示意，結果自己成為最後一位入圍決賽資格的候選佳麗，反之編號為13號的佳麗湯詠珊及編號為16號的佳麗黄佩珊均被淘汰。

### 12強決賽候選佳麗名單誕生
12強成功入圍決賽的候選佳麗將會於7月11日在紅磡香港體育館舉行的決賽上一較高下，共同争夺「冠軍」、「亞軍」、「季軍」、「國際親善小姐」及大會新增設的「千禧才智小姐」及「健康體態」6大奬項。
12強候選佳麗名單如下：
2號方家敏、4號原子鏸、5號朱碧茵、7號梁敏儀、9號黄泆潼、11號黄犠蔚、12號郭羨妮、14號胡杏兒、17號何婷恩、18號程姬絲、19號劉恩媫、20號陳詠孄

## 節目程序 （決賽）

### 12強候選佳麗出場
12強候選佳麗穿著高貴晚裝服、乘坐名貴房車，為節目決賽揭開序幕。本年度主題為「重現利舞臺」。

### 大會決賽司儀出場
大會決賽司儀為：林曉峰、阮兆祥、錢嘉樂、曾志偉、陳百祥

### 公佈環節、各個大獎
為紀念邁向2000年，本年度新增設「千禧才智小姐」大獎；並保留「國際親善小姐」、「最上鏡小姐」、「冠軍」、「亞軍」及「季軍」5項大獎，而本年度新增設的『過去』、『現在』及『未來』問答環節及12強候選佳麗穿著歷屆準決賽或決賽中曾經出現的性感泳裝，重溫昔日性感時刻。另外本年度的決賽表演嘉賓為：郭富城、蘇永康、張栢芝、陳慧琳、謝天華、徐榮。

### 大會評判出場
介紹大會評判為：譚詠麟、葉倩文、霍震霆、何超瓊、吳黃依雯。

### 重現利舞臺
播放利舞臺昔日片段，並於決賽中重現昔日利舞臺的經典表演。包括：羅文演唱會、仙巴歷險記、仙鳳鳴劇團、大獨裁者、皇家丹麥芭蕾舞團、夢斷城西。而12強候選佳麗穿上活力十足的舞衣表演跳繩，展現活力的一面。
按當時出場次序為：

2號方家敏、4號原子鏸（羅文演唱會）
5號朱碧茵、7號梁敏儀（仙巴歷險記）
9號黃泆潼、11號黃犧蔚（仙鳳鳴劇團）
12號郭羨妮、14號胡杏兒（大獨裁者）
17號何婷恩、18號程姬絲（皇家丹麥芭蕾舞團）
19號劉恩媫、20號陳詠嫻（夢斷城西）

### 問答環節（『過去』）
12強候選佳麗穿上性感的泳裝，回答由司儀發問，並與『過去』有關的問題。規則：12強候選佳麗依次序出場，答錯則下降一級。累積整個問答環節，表現最佳者得「千禧才智小姐」大獎。
按當時出場次序，累積答中問題數目如下：

2號方家敏（1題）
4號原子鏸（0題）
5號朱碧茵（4題）
7號梁敏儀（1題）
9號黃泆潼（4題）
11號黃犧蔚（4題）
12號郭羨妮（3題）
14號胡杏兒（4題）
17號何婷恩（3題）
18號程姬絲（2題）
19號劉恩媫（1題）
20號陳詠嫻（3題）。

### 問答環節（『現在』）
規則：12強候選佳麗需要揭開印有自己及其他佳麗姓名的牌子作為個人答案。若答案是屬於少數，則由司儀發問原因。

問題1：哪一位佳麗最似是『陪跑』（即輸決賽），4位佳麗選擇了12號郭羨妮及20號陳詠嫻。而司儀發問了3位答案是屬於少數的佳麗，當中包括：2號方家敏、11號黃犧蔚、20號陳詠嫻。

問題2：哪一位佳麗是最囂張，4位佳麗選擇了4號原子鏸。而司儀發問了3位答案是屬於少數的佳麗，當中包括：7號梁敏儀、12號郭羨妮、18號程姬絲。

問題3：哪一位佳麗是最輸不起，4位佳麗選擇了14號胡杏兒。而司儀發問了3位答案是屬於少數的佳麗，當中包括：4號原子鏸、5號朱碧茵、14號胡杏兒。

問題4：哪一位佳麗以前是朋友，現在是『冤家』；而司儀發問了3位佳麗，當中包括：9號黃泆潼、17號何婷恩、19號劉恩媫。

### 問答環節（『未來』）
12強候選佳麗再次出場，回答由司儀發問，並與『未來』有關的問題一展其優秀的應對能力。
按當時出場次序，12強候選佳麗的問題如下：

2號方家敏：『未來是一位病理学家，因打女人（病症癥狀）而引起的一種世紀絕症。想問若果查核因此病症癓狀而引起的世紀絕症要去改名。』

4號原子鏸：『未來是一位宇宙親善大使，人有三急想去洗手間。但因不懂得外太空的語言，只能夠以動作表達。』

5號朱碧茵：『未來是一位整容学家，下列的三位女士包括：葉倩文、何超瓊及陳慧琳之中，認為誰有整容。』

7號梁敏儀：『未來是一位著名時裝設計師，5位大會評判之中認為誰人衣着品位最差及原因。』

9號黃泆潼：『未來是一位電影導演，打算開拍一部低成本鬼電影，在現場11位决賽佳麗中挑選一位為女主角。若果女主角辭演，則挑選另一位决賽佳麗作為候補。』

11號黃犧蔚：『未來是一位律師，司儀之一的曾志偉犯下非禮罪。要為其辨護以洗脱罪名。』

12號郭羨妮：『時興未婚懷孕，自己亦渴望。在决賽5位大會司儀之中找其中一位進行『借種』，想問誰人及原因。』

14號胡杏兒：『未來是一位國際級影后卻遭到質疑演技。想即席示範『喜、怒、哀、樂』4個表情以表證明。』

17號何婷恩：『未來是一位香港特別行政區首長，複製成為了流行。由於人口膨脹而要實行精英制，認為香港娛樂圈中誰最適合複製及原因。』

18號程姬絲：『未來是一位經濟局局長，已經知道10月份香港迪士尼樂圈將不會於本港開幕。想問若要以一件物件或者是自己的一件東西作為交換以説服主席。』

19號劉恩媫：『未來是一位太空總署署長，有一位外星人與地球人誕下一位混血嬰兒並且來到了決賽現場欲尋找自己的親生父親。認為該混血嬰兒的親生父親是誰及原因。』

20號陳詠嫻：『假設未來發生了世界末日，需要帶領12位決賽佳麗前往另一個星球。自己是穿梭機的機長，怎料及該穿梭機只有10個載客位。想問若果要捨棄2位不帶走，該2位人選會是誰。』

### 播放「健康體態獎」競選片段及公布得主
大會播放較早前於昆明市舉行的「健康體態奬」競選片段，並同時公布該奬項之得主。結果由編號為4號的佳麗原子鏸成為此獎項得主。

### 12強佳麗歌舞出場（自選服裝）
12強佳麗穿着自選服裝以歌舞劇形式演出，透過自選服裝展現出其獨特的個性。

按照當時演出次序，12強佳麗以4人一組形式亮相：

第一組：2號方家敏、4號原子鏸、5號朱碧茵、7號梁敏儀

第二組：9號黃泆潼、11號黃犧蔚、12號郭羨妮、14號胡杏兒

第三組：17號何婷恩、18號程姬絲、19號劉恩媫、20號陳詠嫻

### 12強佳麗歷屆性感泳裝出場
為配合此節部分，大會邀請了1989年度香港小姐競選「最佳泳裝演繹獎」得主翁慧德（翁為德）小姐先以三點式泳裝亮相，後司儀之一陳百祥訪問對方。及後12強佳麗穿着歷屆準決賽或決賽中曾經亮相的性感泳裝、並以走貓步的形式正式亮相。

按照當時亮相的次序，12強佳麗所穿着的歷屆性感泳裝如下：

2號方家敏－1997年度香港小姐競選決賽冠軍翁嘉穗
4號原子鏸－1991年度香港小姐競選決賽冠軍郭藹明
5號朱碧茵－1990年度香港小姐競選決賽冠軍袁詠儀

7號梁敏儀－1987年度香港小姐競選準決賽李美鳳
9號黃泆潼－1990年度香港小姐競選準決賽翁杏蘭
11號黃犧蔚－1989年度香港小姐競選準決賽陳法蓉

12號郭羨妮－1996年度香港小姐競選準決賽袁彩雲
14號胡杏兒－1987年度香港小姐競選準決賽楊寶玲
17號何婷恩－1996年度香港小姐競選決賽冠軍李珊珊

18號程姬絲－1987年度香港小姐競選準決賽邱淑貞
19號劉恩媫－1994年度香港小姐競選決賽冠軍譚小環
20號陳詠嫻－1991年度香港小姐競選準決賽蔡少芬

### 公布「國際親善小姐」得主
12強佳麗再次出場聽候結果，同時公布該奬項之得主。結果由編號為12號郭羨妮成為此獎項得主，並由1998年度香港小姐競選「國際親善小姐」得主殷莉小姐為其頒獎。

### 大型歌舞
表演嘉賓：郭富城、蘇永康、張栢芝、陳慧琳、謝天華

### 12強佳麗出場（未來服裝）及公布最後5強佳麗名單
12強候選佳麗穿着未來服裝、依次序站在印有自己編號的燈箱並擺出動作，再次出場聽候結果。大會決賽司儀將會在歌曲中顯示的歌詞，手上持有的名單以決定5強佳麗名單。此外大會決賽司儀亦同時請出被宣布的候選佳麗踏前一步聽候是否入圍。

按照當時宣布的次序，其中6位的結果如下：

9號黃泆潼、11號黃犧蔚（均被淘汰）
4號原子鏸、12號郭羨妮（均晉身5強）
2號方家敏、5號朱碧茵（均被淘汰）

台上剩下6位尚未宣布的候選佳麗包括：7號梁敏儀、14號胡杏兒、17號何婷恩、18號程姬絲、19號劉恩媫及20號陳詠嫻。由於該6位尚未宣布的候選佳麗於上次準決賽中均為最後宣布入圍，司儀之一曾志偉先請出上述6位尚未宣布的候選佳麗均同時踏前一步。曾志偉表示自己記得17號何婷恩、18號程姬絲、19號劉恩媫及20號陳詠嫻站在右邊，而7號梁敏儀及14號胡杏兒則是左邊。由於站在左邊的候選佳麗只有2位（即7號梁敏儀及14號胡杏兒），5強佳麗席位僅餘下3席；司儀之一陳百祥決定20號陳詠嫻轉移至左邊，則站在左邊的候選佳麗增加至3位（即7號梁敏儀、14號胡杏兒及20號陳詠嫻）。司儀之一曾志偉先向她們說：「知否世事常變，變幻原是永恆，經得風浪起跌」，並且指向左邊的3位候選佳麗（即7號梁敏儀、14號胡杏兒及20號陳詠嫻）是『有幸』（晉身5強），而站在右邊的另外3位候選佳麗17號何婷恩、18號程姬絲及19號劉恩媫則『不幸』（均被淘汰）。

### 最後5強佳麗誕生
宣布最後三個入圍5強的佳麗，分別是7號梁敏儀、14號胡杏兒及20號陳詠嫻。最後5強順序名單：4號原子鏸、7號梁敏儀、12號郭羨妮、14號胡杏兒及20號陳詠嫻。

### 最後5強佳麗終極考驗——Show Hand
入圍最後5強的佳麗需要輪流地說一項自己認為最漂亮或者最擅長的身體部位，其他4位的5強佳麗可以向對方發起挑戰，最後由5位大會評判譚詠麟先生、葉倩文小姐、霍震霆先生、何超瓊女士及吳黃依雯女士依次序地選擇並舉起印有自己心儀佳麗編號的牌子。

按照當時宣布的次序，5位大會評判的選擇結果如下：

譚詠麟先生：14號胡杏兒

葉倩文小姐：4號原子鏸

霍震霆先生：12號郭羨妮

何超瓊女士：4號原子鏸

吳黃依雯女士：12號郭羨妮

### 12強佳麗友誼永固
12強佳麗穿著旗袍、以一曲《朋友》出場。大會播出佳麗在參選期間點滴的片段，同時亦請出於準決賽被淘汰的佳麗上台獻花予12強佳麗。

### 公布新增設「千禧才智小姐」大獎得主
經過了3輪回合的問答環節，新增設「千禧才智小姐」大獎的得主即將誕生。司儀先請出最後5強佳麗包括：4號原子鏸、7號梁敏儀、12號郭羨妮、14號胡杏兒及20號陳詠嫻留步聽候結果。結果由編號為12號郭羨妮成為此獎項得主，並由1998年度香港小姐競選「環球美態大獎」得主向海嵐小姐為其頒獎。

### 香港小姐季軍誕生
香港小姐季軍為14號胡杏兒。由1998年度香港小姐季軍吳文忻進行加冕。

### 香港小姐亞軍誕生
4號原子鏸為亞軍得主。由1998年度香港小姐亞軍趙翠儀進行加冕。

### 1998年度香港小姐冠軍向海嵐出場
向海嵐小姐乘坐纜車出場，並發表卸任感言及表達對下一任香港小姐冠軍的祝福。

### 香港小姐冠軍誕生
香港小姐冠軍由12號郭羨妮奪得。由1998年度香港小姐冠軍向海嵐進行加冕及移交權杖儀式。

### 1999年度香港小姐冠軍登埸
1999年度香港小姐冠軍郭羨妮繞場一周，接受大家祝福。

## 代表香港參選國際性選美
| 年份   | 出選身份         | 佳麗姓名 | 代表香港參選         | 成績                               |
| 2000年 | 1999香港小姐冠軍 | 郭羨妮   | 2000環球小姐競選     | /                                  |
| 2000年 | 1999香港小姐冠軍 | 郭羨妮   | 2000國際華裔小姐競選 | 冠軍、傾城美態大獎、網上最奪目佳麗 |
| 1999年 | 1999香港小姐亞軍 | 原子鏸   | 1999世界小姐競選     | /                                  |
| 1999年 | 1999香港小姐季軍 | 胡杏兒   | 1999國際小姐競選     | /                                  |